# Radio Aided Satellite Navigation Technique
Radio Aided Satellite Navigation Technique (RASANT) ist ein Verfahren, das DGPS-Korrekturdaten über das Radiodatensystem (RDS) des UKW-Hörfunks in Deutschland und anderen europäischen Ländern übermittelt.

## Entwicklung
Das RASANT-Verfahren wurde in den neunziger Jahren am Landesvermessungsamt in Bonn entwickelt. Beteiligt daran waren die Vermessungsingenieure Paul Raven und Stefan Sandmann sowie der Mathematiker Günter Schoemackers. Die Korrekturdaten wurden dabei über einen nicht hörbaren Unterträger der UKW-Hörfunkprogramme bereitgestellt. Zunächst wurde in Deutschland landesweit der Echtzeit Positionierungs Service (EPS) eingeführt. RASANT verwendete das Radio Data System (RDS) als zusätzlichen Datenkanal. Zur Auswertung der RASANT-Daten war ein Differential-GPS-Empfänger sowie ein spezieller RASANT-Decoder erforderlich. Im Kaufpreis des Decoders war die einmalige Gebühr für die Nutzung von RASANT enthalten. Die GPS-Genauigkeit wird auf Anwenderseite durch RASANT auf 1 bis 3 m gesteigert. Außerdem ist RASANT eine Komprimierung des Datenformats RTCM 2.0, was zu sehr schlanker und schneller Datenübertragung im Rundfunk führt.

## Aufbau, Betrieb und Betriebsende
Zahlreiche in Deutschland permanent betriebene unbemannte GPS-Referenzstationen ermitteln fortlaufend die aktuellen GPS-Korrekturdaten. Diese werden bei den jeweiligen Landesvermessungsbehörden aufbereitet und über den RDS-Dienst des öffentlichen UKW-Rundfunks der ARD verteilt. Zwischen 1999 und 2009 war dieser Dienst bundesweit verfügbar. Ende 2008 haben Bayern (BR), Hessen (HR) und Bremen (RB), seit 2009 Hamburg, Mecklenburg-Vorpommern, Niedersachsen und Schleswig-Holstein (alle NDR), sowie Sachsen, Sachsen-Anhalt und Thüringen (alle MDR) die RDS-Korrekturdatenausstrahlung eingestellt. Nordrhein-Westfalen (WDR) hat die Ausstrahlung RASANT zum 1. Juli 2010 beendet. In Rheinland-Pfalz Anfang 2011, in Baden-Württemberg etwas früher, wurde auch die RASANT-Bereitstellung über den Südwestrundfunk (SWR) beendet.

## Alternative
Mit der zusätzlichen Nutzung von GLONASS (Globale Navigations-Satelliten-Systeme) zu GPS sowie neuer flexibler Übertragungsmöglichkeiten wurde das auf GPS beschränkte RASANT-Angebot seit Mitte 2007 kaum noch genutzt. Die Übertragung von Korrekturdaten über Internet und die immer weiter fortschreitende Verfügbarkeit von mobilen Internetanwendungen via GPRS / UMTS führte dazu, dass die bisher von RASANT bediente Genauigkeitsklasse zunehmend über das Verfahren Ntrip abgedeckt wurde. Hier ist auch keine Datenkomprimierung mehr erforderlich, wie RASANT sie noch beinhaltete, sondern es wird das originäre RTCM-Format verwendet.